# Paolo Venini
 (octobre 2023).
La mise en forme du texte ne suit pas les recommandations de Wikipédia : il faut le « wikifier ».
Les points d'amélioration suivants sont les cas les plus fréquents. Le détail des points à revoir est peut-être précisé sur la page de discussion.
- Les titres sont pré-formatés par le logiciel. Ils ne sont ni en capitales, ni en gras.
- Le texte ne doit pas être écrit en capitales (les noms de famille non plus), ni en gras, ni en italique, ni en « petit »…
- Le gras n'est utilisé que pour surligner le titre de l'article dans l'introduction, une seule fois.
- L'italique est rarement utilisé : mots en langue étrangère, titres d'œuvres, noms de bateaux, etc.
- Les citations ne sont pas en italique mais en corps de texte normal. Elles sont entourées par des guillemets français : « et ».
- Les listes à puces sont à éviter, des paragraphes rédigés étant largement préférés. Les tableaux sont à réserver à la présentation de données structurées (résultats, etc.).
- Les appels de note de bas de page (petits chiffres en exposant, introduits par l'outil «  Source ») sont à placer entre la fin de phrase et le point final[comme ça].
- Les liens internes (vers d'autres articles de Wikipédia) sont à choisir avec parcimonie. Créez des liens vers des articles approfondissant le sujet. Les termes génériques sans rapport avec le sujet sont à éviter, ainsi que les répétitions de liens vers un même terme.
- Les liens externes sont à placer uniquement dans une section « Liens externes », à la fin de l'article. Ces liens sont à choisir avec parcimonie suivant les règles définies. Si un lien sert de source à l'article, son insertion dans le texte est à faire par les notes de bas de page.
- La présentation des références doit suivre les conventions bibliographiques. Il est recommandé d'utiliser les modèles {{Ouvrage}}, {{Chapitre}}, {{Article}}, {{Lien web}} et/ou {{Bibliographie}}. Le mode d'édition visuel peut mettre en forme automatiquement les références.
- Insérer une infobox (cadre d'informations à droite) n'est pas obligatoire pour parachever la mise en page.

Pour une aide détaillée, merci de consulter Aide:Wikification.
Si vous pensez que ces points ont été résolus, vous pouvez retirer ce bandeau et améliorer la mise en forme d'un autre article.

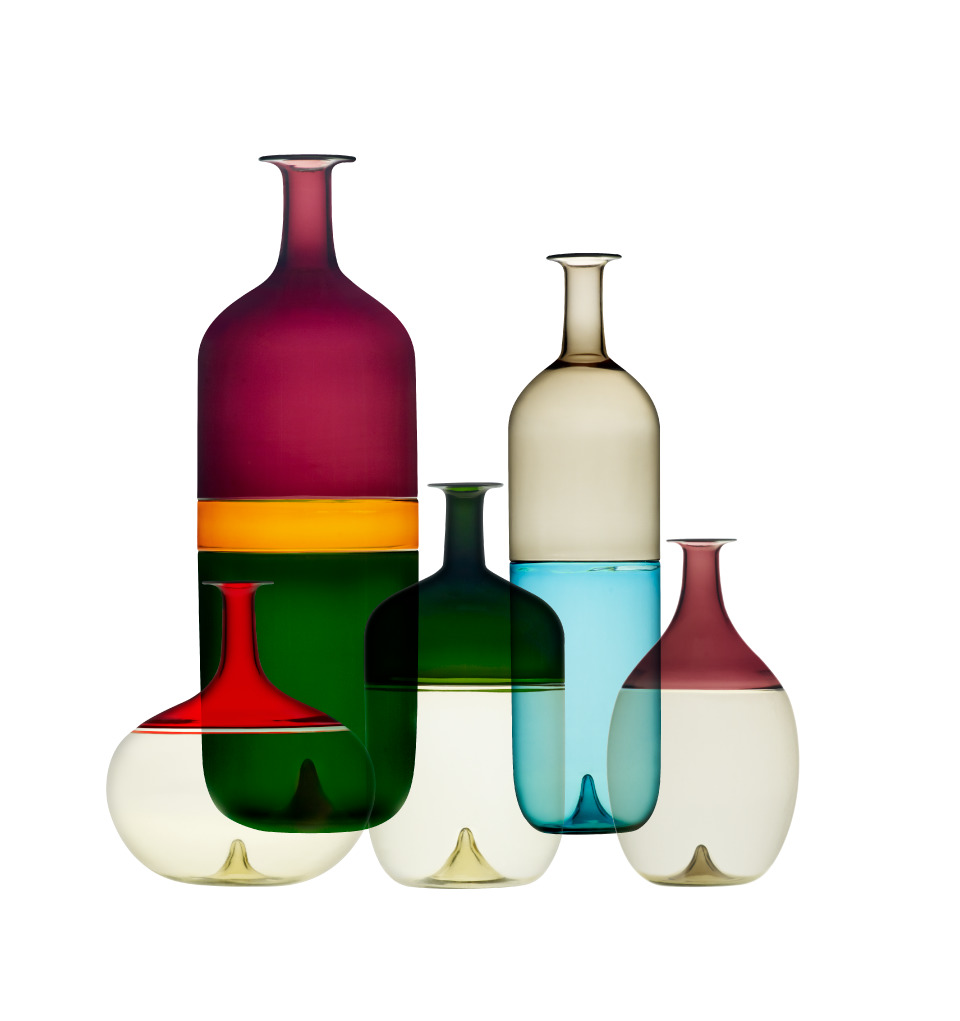
Bouteilles Tapio Wirkkala (1966)

Paolo Venini (12 janvier 1895 - 22 juillet 1959) est l'une des figures de proue de la création et de la production de verre de Murano et un contributeur important au design italien du XXe siècle. Il est connu pour avoir fondé une verrerie à son nom : Venini & C.

## Jeunesse et formation
Venini est né à Cusano, près de Milan. Après avoir servi dans l'armée royale italienne au cours de la Première Guerre mondiale, il suit des études de droit puis une formation d'avocat et exerce à Milan. Il y rencontre Giacomo Cappellin, natif de Venise et propriétaire d'un magasin d'antiquités à Milan,.

## Verrerie de Murano
En 1921, Venini et Cappellin ouvrent une verrerie appelée Vetri Soffiati Muranesi Cappellin Venini & C. (verres soufflés de Murano Cappellin Venini & Cie) sur l'île de Murano, le centre historique de la production verrière dans la lagune de Venise. Avec l'aide financière de deux investisseurs, Luigi Ceresa et Emilio Hochs, ils rachètent la verrerie de Murano d'Andrea Rioda, récemment fermée. Ils embauchent les souffleurs de verre de l'ancienne entreprise et s'attachent les services de Rioda lui-même comme directeur technique de l'entreprise.
Le plan ne se déroule pas comme prévu : Rioda décède avant le début de la production et plusieurs des principaux souffleurs de verre quittent l'établissement pour fonder une entreprise concurrente sous le nom de Successori Andrea Rioda. Pour autant, l'entreprise a été lancée avec succès et prospère rapidement grâce aux contacts des fondateurs dans la distribution à Milan. L'entreprise bénéficie aussi d'une autre dynamique : elle introduit de nouveaux concepts de design modernes.
À la suite de différends, Cappellin se retire de la société en 1925, entraînant plusieurs maîtres verriers de l'entreprise et lance un établissement concurrent.
Venini se réorganise avec de nouveaux souffleurs de verre, d'abord sous le nom de Vetro Soffiati Muranesi Venini & C. (VSM Venini & C.), puis simplement Venini & C.. L'entreprise atteint une position de leader du design parmi les établissements de Murano. La société confie la direction artistique au sculpteur de Murano Napoleone Martinuzzi (it), même si Paolo Venini s'implique et joue lui-même un rôle important dans la conception de plusieurs des œuvres les plus célèbres de l'entreprise, dont par exemple, la série "Fazzoletto" (mouchoir), qu'il a créée avec le designer Fulvio Bianconi.
Venini a entamé des collaborations avec des architectes et des designers tels que Cini Boeri, Tomaso Buzzi (it), Gio Ponti, Carlo Scarpa, Ettore Sottsass, Alessandro Mendini, Tapio Wirkkala, Gae Aulenti, Tyra Lundgren, Mona Morales-Schildt et Massimo Vignelli (qui a également conçu la nouvelle identité graphique et le logo de l'entreprise en 1982),,. L'objectif était de "prendre la tradition du soufflage de verre de Murano et de la combiner avec la tradition de l'industrie de la mode française qui consiste à faire appel à des créateurs".
L'usage consistant à travailler avec des designers célèbres s'est poursuivi et comprend des collaborations plus récentes avec Tadao Ando, Asymptote, Barber &amp; Osgerby, les frères Campana et Peter Marino.
Après la mort de Venini en 1959, la société est dirigée pendant plus de vingt ans par d'autres membres de la famille, puis vendue en 1985.
En 1997, la société Venini S.p.A. est acquise par Royal Scandinavia group,.
En 2001, l'entreprise est vendue au groupe italien Luxury Industries, puis rachetée par Damiani azienda en 2016.

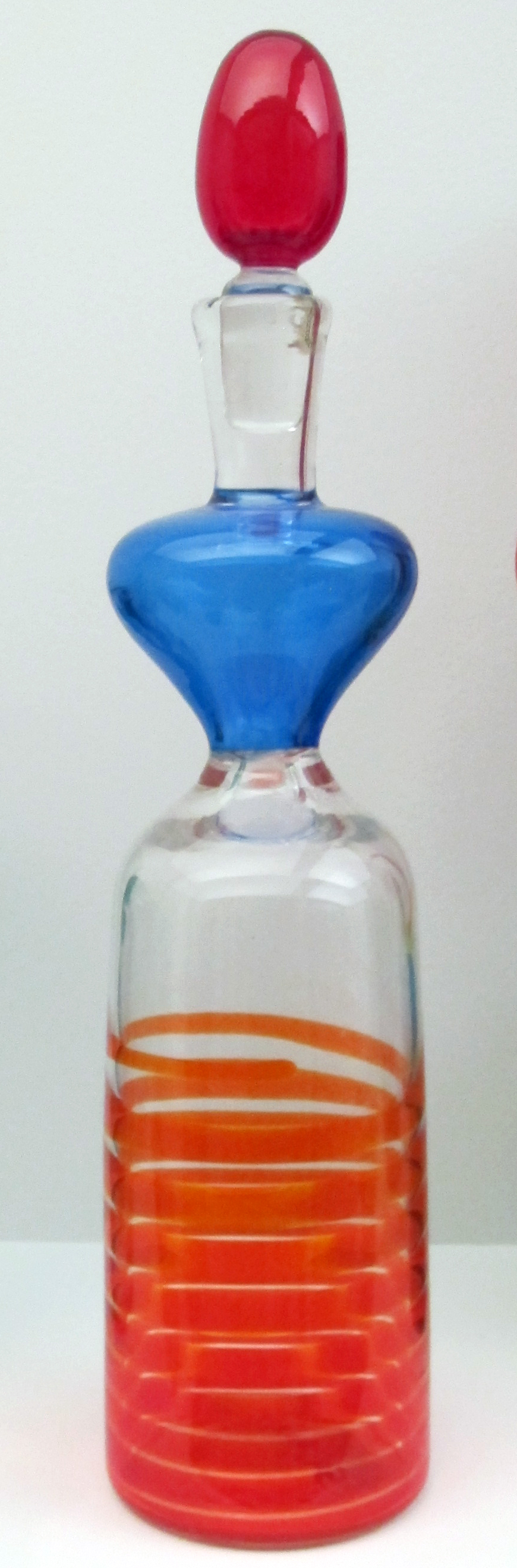
Carafe et cabochon, Giò Ponti (c.1949)

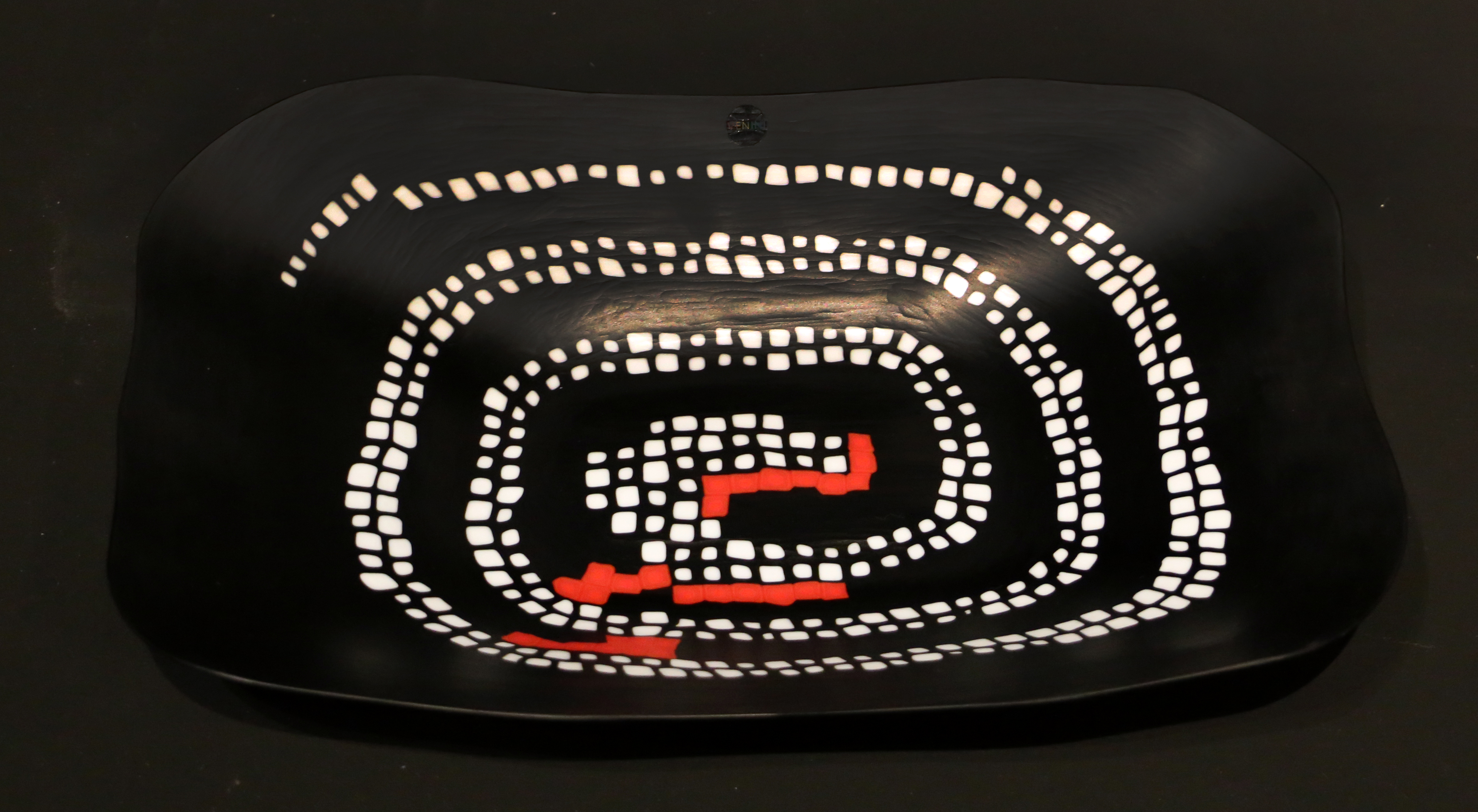
Assiette "Serpente" de Carlo Scarpa (1940)

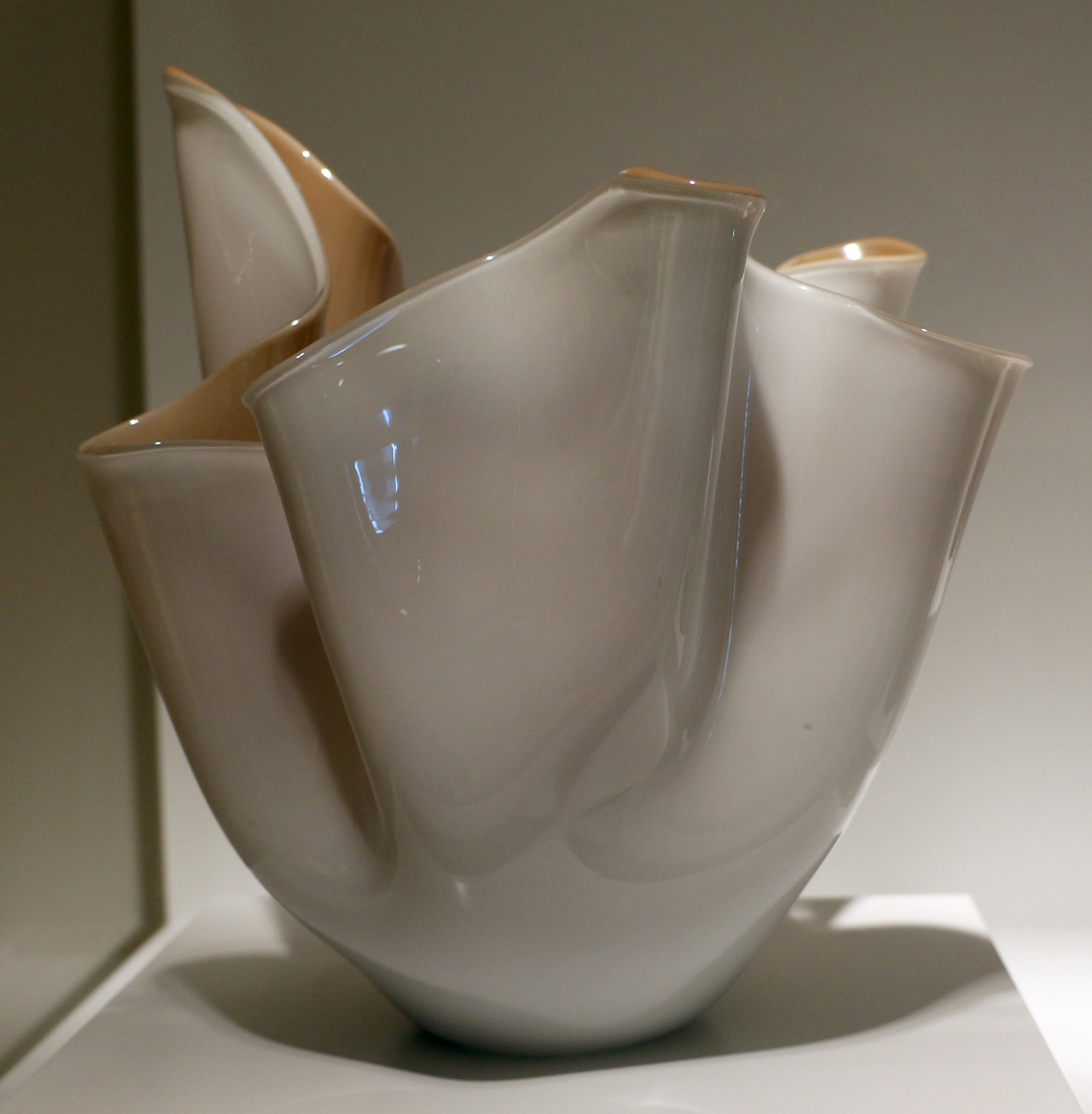
Paolo venini et Fulvio Bianconi vase "Mouchoir" (c.1948)

## Expositions
Le 6 mai 1975, lors de l'ouverture du nouveau musée du verre de Frauenau, le musée présente pour la première fois en Allemagne une exposition spéciale Venini-Murano, avec des œuvres de la collection Wolfgang Kermer.
En 2002, la Fondation Cartier pour l'Art Contemporain a organisé une exposition intitulée « Fragilisme di Alessandro Mendini » dont la pièce maîtresse était une sculpture en verre Venini intitulée « Guerrier de Verre »,.

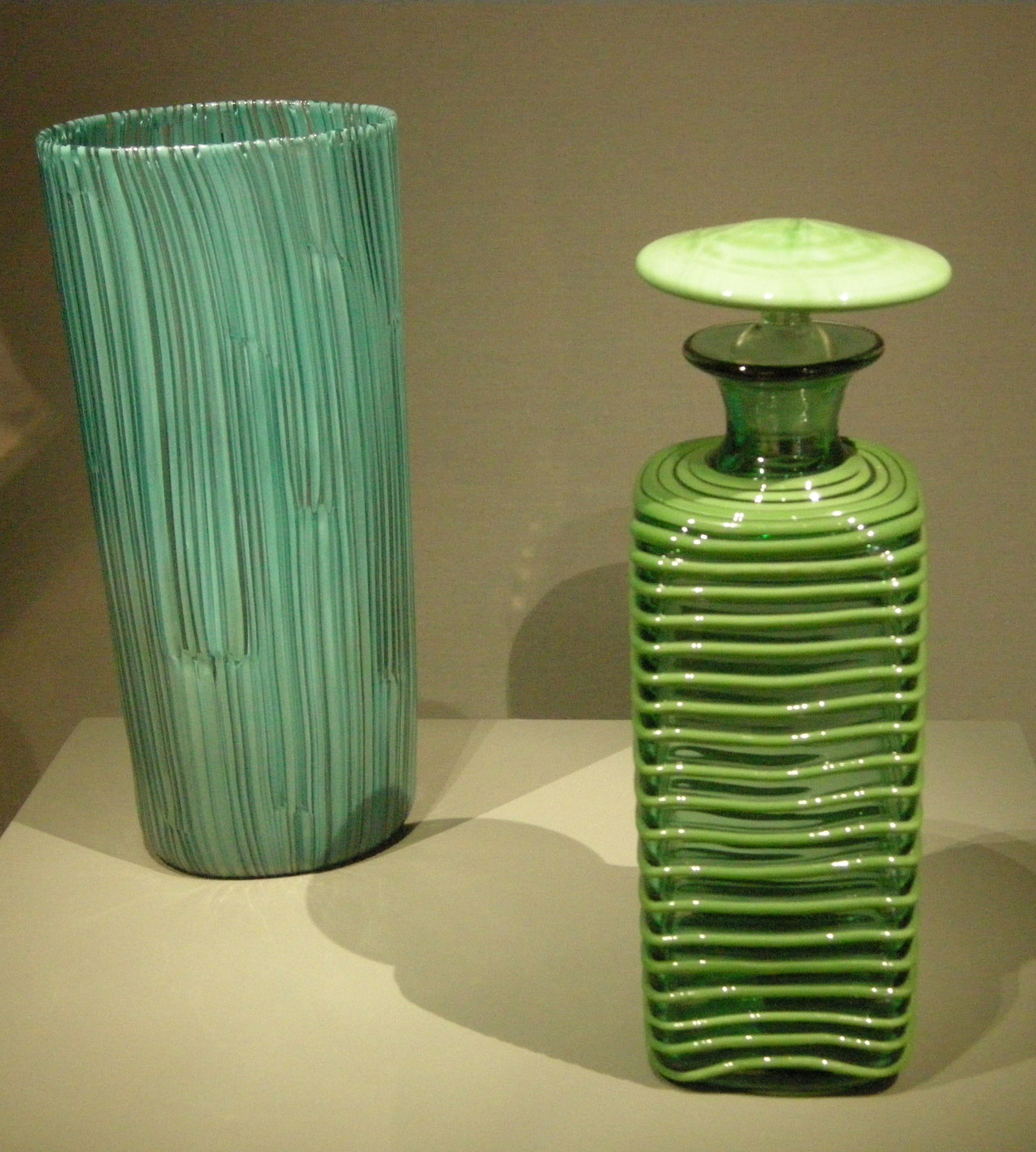
Vase et décanteur

## Publications
- Carl I. Gable, Murano Magic: Complete Guide to Venetian Glass, its History and Artists (Schiffer, 2004), pp. 76–79, 232–234.  (ISBN 0-7643-1946-9).
- Anna Venini Diaz de Santillana, Venini: Catalogue Raisonné 1921–1986 (Skira, 2000).  (ISBN 88-8118-651-9).
- Franco Deboni, Venini glass, Turin, Umberto Allemandi, 2007 (ISBN 88-422-1524-4, OCLC 163580797, lire en ligne)
- Paolo Venini, Paolo Venini and his furnace, Milano, 1, 2016 (ISBN 978-88-572-3354-3, OCLC 959935997, lire en ligne)